# 謝爾蓋·斯克里帕爾
謝爾蓋·維克托罗維奇·斯克里帕爾（俄语：Сергей Викторович Скрипаль，羅馬化：Sergey Viktorovich Skripal，1951年6月23日—），前俄羅斯聯邦武装力量上校，曾為英国當间谍。
斯克里帕爾在俄罗斯被判犯有「为英国軍情六處刺探情报」的罪行，於2006年8月以间谍罪判處入獄13年。他於2010年因美國與俄羅斯達成交换被捕间谍協議後獲釋，在英国获得庇护。
2018年3月4日，斯克里帕爾和其女兒尤利娅被發現倒在英格蘭威爾特郡索爾茲伯里一处购物中心的长椅上不省人事，二人被送进加护病房，最初病情危急，判斷為遭神经毒素謀害，經治療後先後甦醒並逐漸康復。

## 生平
1972年，谢尔盖·斯克里帕尔从加里宁格勒军事工程学校毕业，获得工伞兵资格。其后在莫斯科军事工程学院深造，并服役于苏联空降部队。在部队，斯克里帕尔加入總參謀部情報總局（格鲁乌），出任駐西班牙武官。联邦安全局和其他消息来源显示，1995年，他在西班牙經英国情报机构人员巴勃罗·米勒（Pablo Miller）招入英国情报部门，化名安东尼奥·阿尔瓦雷斯·德伊达尔戈（Antonio Alvarez de Hidalgo）。
回到俄罗斯后，斯克里帕尔在格鲁乌总部工作，曾短暂担任格鲁乌人事處代理處長。1999年，斯克里帕尔以上校军衔年满退役。
俄罗斯检察官表示，斯克里帕尔于1995年在英国军情六处工作，泄露了国家机密，例如俄罗斯情报特工的身份，退役后同时为俄罗斯外交部內務司和英國军情六处效命 
。
2001年，斯克里帕尔供职于莫斯科市政府直辖市部。
2004年12月，斯克里帕尔在俄罗斯被控“间谍形式严重叛国罪”並遭到逮捕，并被定罪。检察官最初要求判刑15年，但考虑到被告人健康状况欠佳且配合调查，最終判處入狱13年。直到2006年8月判刑，他的控罪和審訊才公之于众。斯克里帕尔的律师提出了上诉。
2010年7月，斯克里帕尔和另外三名被控犯有间谍罪的俄罗斯公民，作为美国逮捕在美国从事间谍行动的俄罗斯人后，美俄间谍互换计划的一部分，获得赦免出狱。赦免令由时任俄罗斯总统德米特里·梅德韦杰夫發出。英国政府坚称他的名字纳入互换计划中。
2011年，他迁居英国威尔特郡索尔兹伯里，在当地买下一间房子。据英国安全机构称，斯克里帕尔在2010年后的一段时间里继续向英国和其他西方国家的情报机构提供情报。
他的妻子于2012年因子宫内膜癌扩散去世。女儿2014年回到莫斯科，当销售员。儿子于2017年3月在前往圣彼得堡时突然去世，死因未明，哥哥于毒害事件发生两年前去世。妻子和儿子都葬在索尔兹伯里当地的墓园。

## 遭毒害
2018年3月4日，一名路过的医生和护士在索尔兹伯里一处购物中心的长椅上发现斯克里帕尔和他从莫斯科到来的33岁女儿尤利娅不省人事。医护人员将两人送往索尔兹伯里区医院，经诊断两人神经毒剂中毒，病情危急。當地警方其後宣佈此乃一宗「重大事件」，多個部門正在進行調查。
随后到达现场三名警察受到感染，其中两人受伤轻微，一人伤势严重。案发后，健康官员检查了21名急救人员和民众是否出现症状，但只有三人送院。